# Tomás Reluz
Tomás Reluz O.P. (Toledo, ? - Oviedo, 12 d'agost de 1706) fou un dominic espanyol que fou bisbe d'Oviedo. Fou promogut per al càrrec de bisbe d'Oviedo el 22 de maig del 1697, i l'ocupà a partir del 22 de maig del 1697 fins a la seva mort, el 1706. El 1698 promogué un sínode diocesà. Se li atribueix una gran caritat, car sembla que fou molt destacada la seva actuació durant la sequera del 1699, any en què suspengué el sínode i efectuà un repartiment de gra entre la població. No donà pàbul i s'oposà a les tesis propagades per fra Froilán Díaz, confessor de Carles II de Castella i per Antonio Álvarez Argüelles sobre el suposat embruixament del rei. En el seu mandat episcopal es va construir la capella del rei cast a la Catedral d'Oviedo.